# Lobnica (Drava)
Lobníca (tudi Lóbnica) je desni pritok Drave iz osrednjega dela Pohorja pri Smolniku. Izvira iz plitve mokrotne kotanje na severnem vznožju Kurjega hriba in teče sprva po plitvi kotanji nekdanjega Tihega jezera in nato po plitvi mokrotni dolini proti jugovzhodu. Kmalu zavije proti vzhodu in se zlagoma zarezuje vse globlje v uravnavo osrednjega Pohorja. Po sotočju z desnim pritokom Črnavo na majhni ravnici Bajgot se zajeda v vse globljo in strmejšo grapo ter zavije proti severu. Nekoliko niže prečka več strmih pragov, prek katerih pada v dveh slapovih (Veliki in Mali Šumik) in številnih manjših 'šumih'. Dolvodno od slapov nadaljuje svoj tok proti severu po ozki in strmi grapi, ki postaja postopoma položnejša in je v njej tudi nekaj manjših ravnih površin v rečnih naplavinah. Tri kilometre pred izlivom zavije v široki vijugi najprej proti vzhodu in nato proti severozahodu. Nad vasjo Smolnik vstopi v široko dolino Drave, kjer si je vse do izliva zarezala strugo v rečne naplavine Drave.
V Lobnico se z obeh strani stekajo številni kratki potoki, ki imajo na osrednjepohorski uravnavi majhen strmec in zelo počasen tok, pod Bajgotom pa so večinoma kratke, zelo strme grape. Z desne strani dobiva tudi tri nekoliko daljše pritoke: Črnavo, Kraljščico in malo pred izlivom še Lobničico.
Povirni del Lobnice je v magmatski kamnini granodiorit, ki je nastala v miocenu z izlivanjem magme med starejše plasti in jo je razkrila kasnejša erozija; v tej kamnini sta tudi oba slapova Šumik. V srednjem in spodnjem toku si je dolino vrezala večinoma v gnajsu, le v zadnjem kilometru teče po kvartarnih prodnih naplavinah Drave.
Celotna struga Lobnice, od izvira do izliva, je v povsem naravnem stanju, z izjemo nekaj manjših sanacijskih posegov v spodnjem toku. V zgornjem toku do Bajgota teče po ozki in mokrotni naplavni ravnici, nato se zaje v živoskalno podlago, v kateri sta tudi oba slapova, in se mestoma prebija med velikimi skalami. Kakšna dva kilometra dolvodno od slapov se strmec potoka začenja zmanjševati in tu je v strugi poleg skal vse več velikih prodnikov. Mestoma se ob potoku pojavijo tudi manjše naplavne ravnice iz debelega proda, nato pa se živoskalna podlaga v strugi pojavlja vse redkeje. Čeprav je bil človek v preteklosti dejaven tudi v tej ozki dolini, je potok ostal takšen kot nekoč: »Tam, kjer se začne obračati Lobnica proti severu, stopi v globoko vrezan tesen jarek; po njem hiti s šumom in truščem navzdol, dokler ne dospe v dolino više Ruš. Pod Staro Steklarno se vali, mota in pada po 19 m visoki strmi granitni skali. To je njen znameniti vodopad, ki mu pravijo Šumik.«
Zlasti v 18. in 19. st. je bila v dolini Lobnice živahna gospodarska dejavnost, pri kateri so neposredno izrabljali tudi njeno vodno silo. Podjetnike so privabljale velike količine bukovega lesa in obilica vodne energije. Tudi ob Lobnici so bile v preteklosti fužine, kovačnice in glažute, od srede 19. st. naprej ob spodnjem toku tudi številne žage. Zadnje med njimi so prenehale delovati po koncu druge svetovne vojne in so se od njih ohranile le ruševine; ohranjena je le Maroltova žaga, ki občasno še deluje.
Posebnost lobniške doline je bila t. i. vodna riža (drča), skupaj z obema odcepoma v zgornjem toku Lobnice in na Črnavi dolga več kot 17 km, namenjena transportu hlodovine iz gozdov v zgornjem delu porečja v dolino. Zgradili so jo med letoma 1836 in 1838 na pobudo Benedikta Vivata, lastnika glažute pri Rušah. Delovala je celih 121 let, opustili so jo šele leta 1959. V bistvu je bilo to iz tanjših, na notranji strani gladko obžaganih hlodov zgrajeno korito, v katero so v času delovanja spuščali vodo iz obeh vodnih zadrževalnikov (Tiho in Črno jezero) ter iz Lobnice in njenih pritokov, nato pa so po močnem vodnem toku spuščali hlodovino. Čeprav je bilo vzdrževanje in tudi spuščanje zelo zahtevno ter razmeroma drago, je bil to v tistem času edini možen način transporta lesa, saj gradnja gozdne železnice po ozki in strmi dolini ni bila mogoča. Drčo so uporabljali le spomladi in jeseni, ko je bilo dovolj vode, dnevno so lahko splavili od 120 do 130 m3 lesa.
Pred izgradnjo drče so takratne pohorske pragozdove izkoriščali predvsem za pridobivanje oglja in pepelike (kalijev karbonat), surovine za izdelavo stekla. Prva steklarna ob Lobnici je stala blizu njenega izliva v Dravo, a so jo leta 1692 preselili ob zgornji tok (lokacija Bajgot) na osrednje Pohorje, kjer je delovala dobrih 100 let. Manjša glažuta je nastala leta 1744 blizu izliva Lobnice v Dravo, v kateri so ročno izdelovali fino beneško steklo.
Leta 1834 je začel Benedikt Vivat, lastnik glažute pod Klopnim vrhom, graditi novo glažuto ob spodnjem toku Lobnice, in sicer na lokaciji današnjega zaselka Glažuta. Veljala je za eno večjih in pomembnejših pohorskih glažut, saj je imela dve talilni peči in ob njih deset delavnic. Kremen so dovažali s splavi s Koroške, les pa so dobivali po lobniški vodni riži. Ob višku sredi 19. st. je glažuta obsegala šestnajst hišnih številk (poleg delavnic še stanovanja za zaposlene), delovala pa je do leta 1892. Steklene izdelke so izvažali v evropske države, v Turčijo, na Bližnji vzhod in v Egipt.
Že pred drugo svetovno vojno so se pojavile ideje o izkoriščanju Lobnice za pridobivanje električne energije. Po enem takšnih načrtov naj bi Lobnico zajezili nad slapom Šumik in jo po cevovodu spuščali do Maroltove žage ob spodnjem toku, kjer bi postavili hidroelektrarno. Še velikopoteznejši so bili načrti po drugi svetovni vojni, ko naj bi za pridobivanje električne energije zajeli potoke celo z obeh strani vzhodnega Pohorja: »To gorsko globačo (kotanjo s Črnim jezerom) bodo s 50 m visoko betonsko pregrajo zajezili, tako da bo Črno jezero narastlo na obseg 200 ha in pomenilo veliko zbiralno vodno kotanjo. Od tod bodo vodo spuščali po grabi Ribniščice (Črnave) navzdol do nad Šumik, kjer bo v višini okrog 1050 m prva pohorska hidrocentrala. ... Toda vodo v novo Črno jezero bo treba zbirati z zelo širokega površja velike vzhodnopohorske planote. V ta namen bodo napravili ob njenem severnem robu 18 km dolg zbirni kanal, ki bo tekel v višinah 1050 do 1150 m in prelil vase vse vode, ki teko s planote proti severu ...« Leta 1954 naj bi celo že začeli s pripravljalnimi deli, potem pa so načrt opustili.
Ob spodnjem toku Lobnice so bile nekoč tudi kovačnice, med njimi večja Pogačnikova kovačija (ustanovljena 1840), ob kateri so lastniki leta 1908 zgradili tudi manjšo hidroelektrarno, ki je prenehala delovati v 50. letih dvajsetega stoletja. Na istem mestu od leta 2012 deluje nova mala hidroelektrarna Ruše s skupno močjo 110 kW.
Malo pred izlivom v Dravo vodi prek Lobnice viadukt na železniški progi Maribor–Dravograd, ki je bil zgrajen leta 1862 in ga sestavljajo trije kamniti loki. Od leta 2006 je zavarovan kot lokalni kulturni spomenik.
Danes je celotna dolina Lobnice zelo priljubljena med pohodniki in drugimi ljubitelji narave. Posebne naravne dragocenosti so v strogo zavarovanem gozdnem rezervatu Šumik, v katerem se v najožjem delu doline nahajata tudi 24 in 9 m visoka slapova Veliki in Mali Šumik. Gozdni rezervat obsega 57 ha gozda na strmih pobočjih na obeh straneh Lobnice in je od leta 1967 zavarovan kot gozd s posebnim namenom. Znotraj njega je 19 ha veliko območje pragozda na strmem desnem pobočju doline, v katerem se je ohranil prvobitni mešani gozd bukve, jelke, gabra, hrasta, smreke in kostanja. Ostali del gozdnega rezervata je sekundarni gozd, v katerega se že več desetletij ne posega, v njem pa prevladujejo bukev, jelka in smreka. Na magmatskih kamninah uspeva tudi več botaničnih posebnosti, mdr. nenavadni kamenokreč (Saxifraga paradoxa), alpski srobot (Clematis alpina) in rjasti sleč (Rhododendron ferrugineum). Poleg obeh slapov in zanimivih oblik v rečni strugi so posebnost še skalne stene v granodioritni kamnini (mdr. Ravbarske peči, Jelenska peč in Trije hlabi).